# Lago Tsimanampetsotsa
Lago Tsimanampetsotsa (en francés: Lac Tsimanampetsotsa; en malgache: Farihy Tsimanampetsotsa)  es un lago salino en la provincia de Toliara, en la parte suroeste de Madagascar. Se encuentra alrededor de las coordenadas geográficas 24°07′N 43°45′E / 24.117, 43.750. El lago es un importante humedal y se encuentra protegido dentro de un parque nacional, como un sitio Ramsar. Dicho lugar tiene una superficie total de 456 kilómetros cuadrados.